# 7136 Йокохасуо
7136 Йокохасуо (7136 Yokohasuo) — астероїд головного поясу, відкритий 14 листопада 1993 року.
Тіссеранів параметр щодо Юпітера — 3,353.
Названо на честь астронома-аматора Йоко Хасуо (яп. ようこ・はすお(蓮尾葉子) йо:ко хасуо).